# Rathaus Calbe

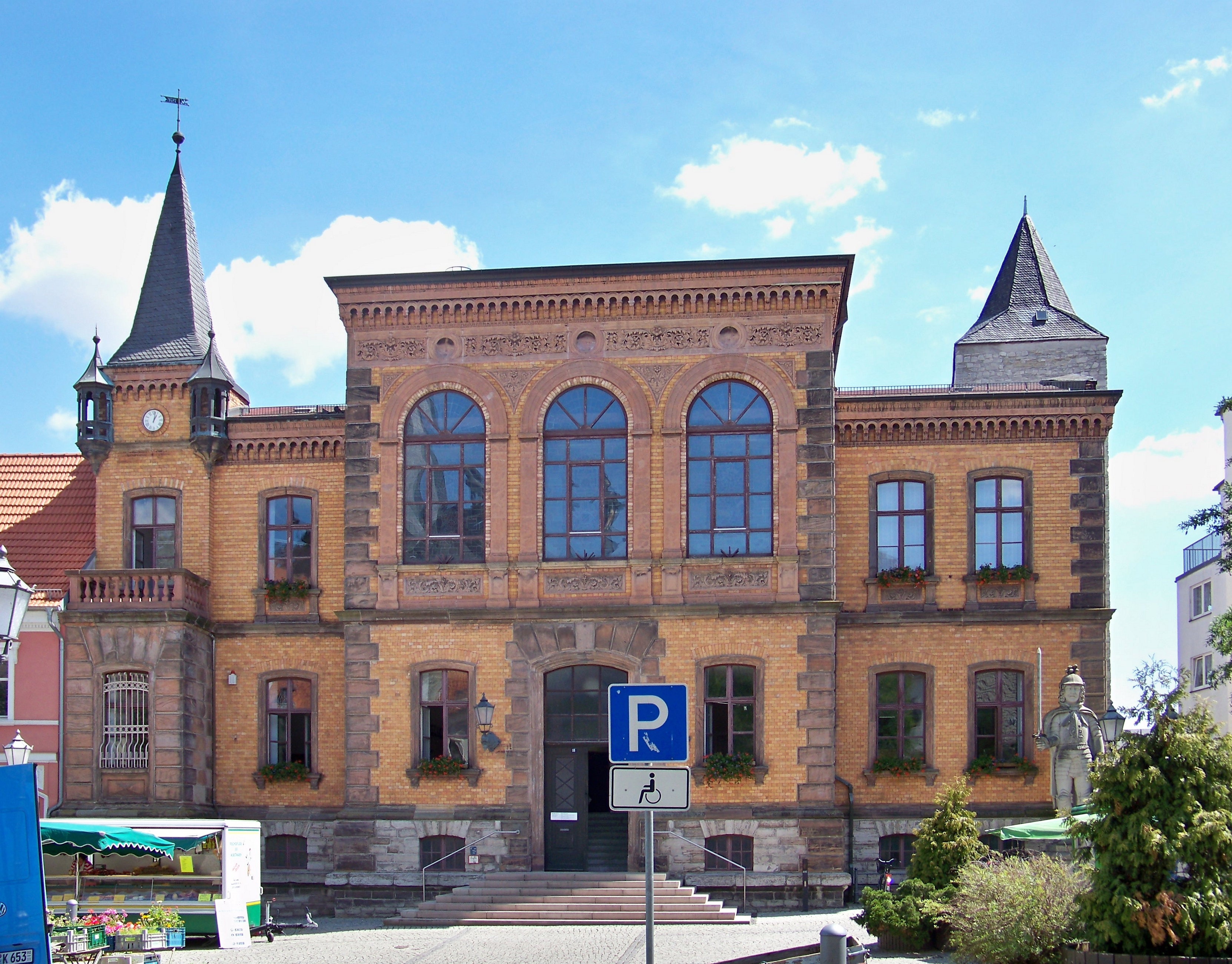
Rathaus Calbe

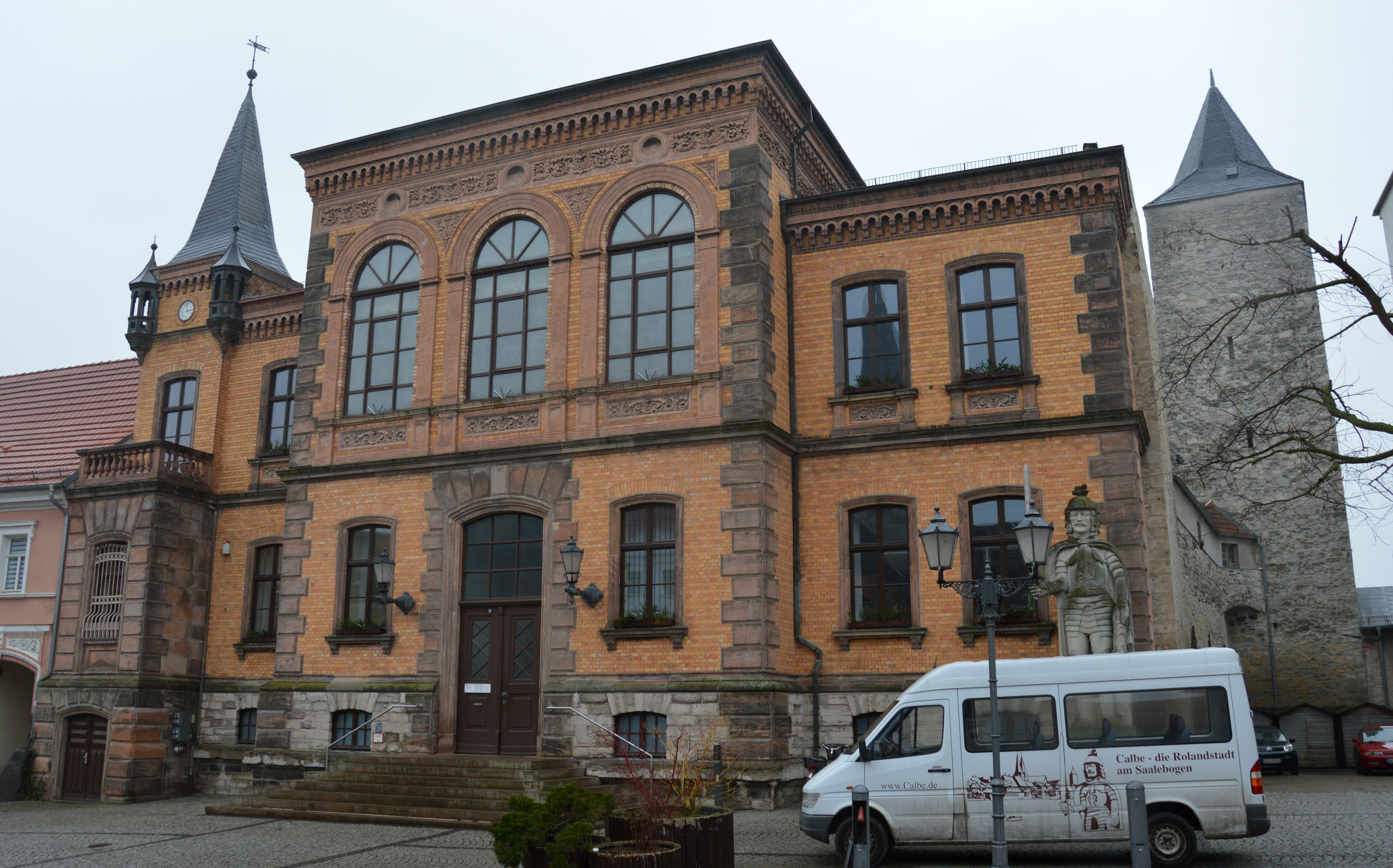
2015

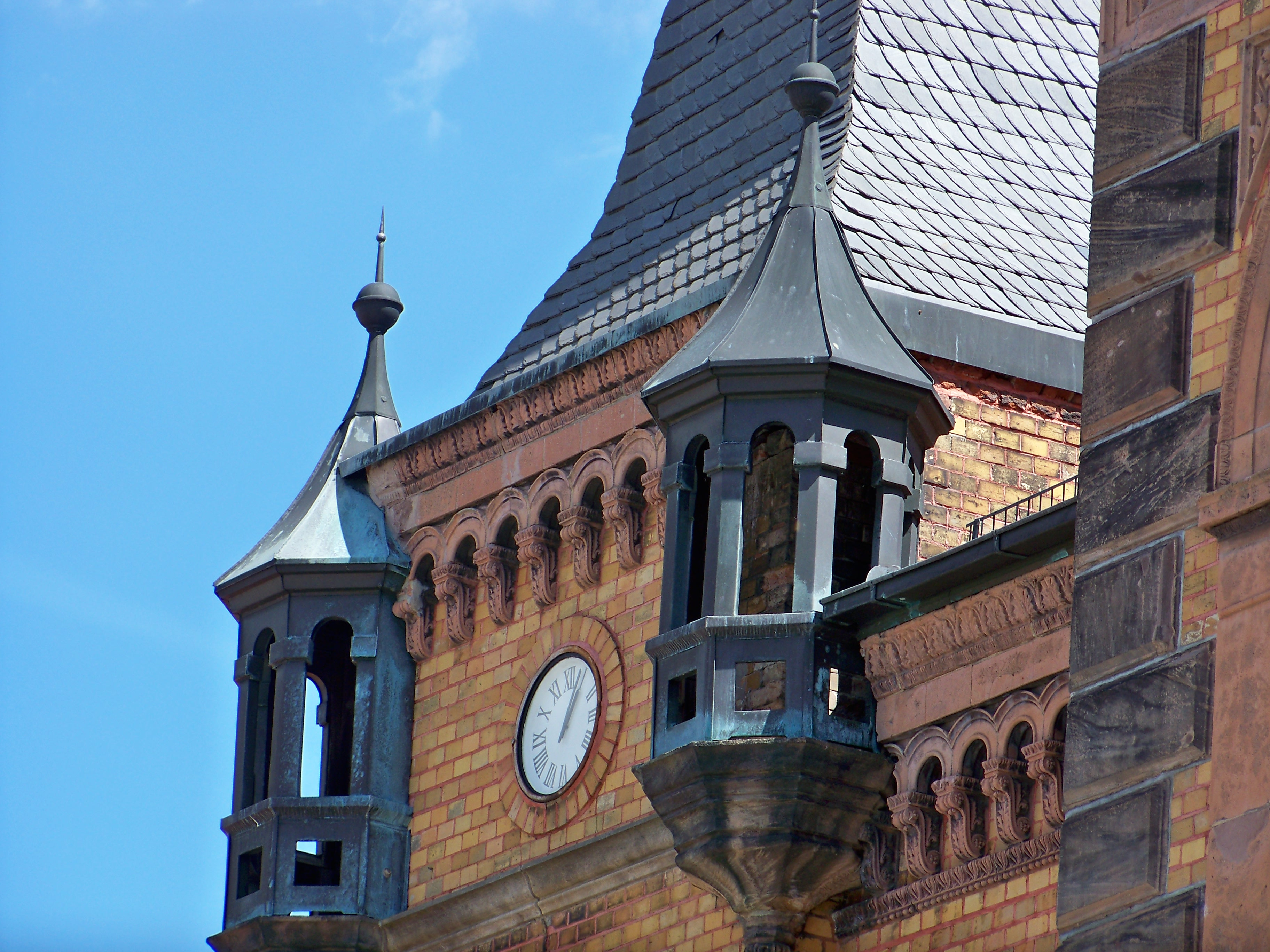
Rathausuhr

Das Rathaus Calbe ist das denkmalgeschützte Rathaus von Calbe (Saale) in Sachsen-Anhalt.

## Lage
Das Gebäude befindet sich auf der Ostseite des Marktplatzes im Zentrum der Stadt an der Adresse Markt 18. Vor dem Rathaus steht der Roland von Calbe.

## Architektur und Geschichte
Es wurde im Jahr 1876 durch den Bauinspektor Fiebelkorn errichtet. Der zweigeschossige Backsteinbau wurde im Stil des Historismus gestaltet. Es verfügt über einen breiten dominanten dreiachsigen Mittelrisaliten mit Attika.
Im örtlichen Denkmalverzeichnis ist das Gebäude unter der Erfassungsnummer 094 61061 als Rathaus verzeichnet.